# Tenzin Palmo
Jetsunma Tenzin Palmo (Hertfordshire, 30 de juny de 1943) és una monja del budisme tibetà del llinatge Drukpa de l'escola Kagyu. És una de les grans figures del budisme contemporani i la segona monja occidental de la història del Tibet.

## Vida prèvia
Va néixer com a Diane Perry l'any 1943. El seu pare va morir quan ella tenia dos anys, per això la seva mare va haver de criar-la a ella i al seu germà gran.
La seva infància va estar marcada per les sessions d'espiritisme que celebrava la seva mare, un fet que va fomentar la fascinació de Perry per l'Àsia.
Durant la seva adolescència es va interessar diverses religions; primer pel cristianisme i després per l'islam. Amb 15 anys va començar a practicar ioga i va conéixer els ensenyaments del Dalai-lama. Amb 18 anys es va sentir fascinada pel budisme després de descobrir Mind Unshaken de John Walters. Va entrar a formar part de la Societat Budista d'Anglaterra i es va sentir inclinada cap al budisme tibetà. Per aquest motiu va aprendre tibetà i va conèixer lamas exiliats com Chögyam Trungpa Rinpoche, que va esdevenir el seu mestre de meditació.

## Ordenació i vida religiosa
L'any 1964, quan Perry tenia 21 anys, va viatjar a l'Índia i es va ordenar monja al monestir de Khamtrul. Allà va afaitar-se el cap i va assumir el nom de Tenzin Palmo. Durant la seva estada de sis anys sent l'única done en un monestir amb centenars d'homes va experimentar una discriminació en l'accés a la formació i les activitats monàstiques.
Com que l'ordenació completa no estava disponible per a les dones a la tradició tibetana, l'any 1973 Perry va haver d'abandonar el monestir per viatjar a Hong Kong on va rebre l'ordenació bhikshuni al temple de Miu Fat.
Després de l'experiència al monestir, Palmo va iniciar una etapa de 12 anys de reclusió a una cova de l'Himàlaia, sent els tres últims anys d'aquest procés en estricte aïllament. Durant aquest temps va dormir en una caixa de fusta i va meditar llargues temporades amb neu i fred.
L'any 1988 Tenzin Palmo va tornar a Europa on va prendre la decisió de lluitar activament pels drets de les monges budistes. Després d'una llarga campanya de recaptació de fons, l'any 2000 va fundar el convent femení de Dongyu Gatsal Ling situat a Himachal Pradesh, a l'Índia.
En l'actualitat Palmo és una de les sis bikshunis occidentals que són membres del Comitè fundat pel Dalai-lama l'any 2005 per treballar per la igualtat d'oportunitats de les monges budistes.

## Reconeixement
Al febrer del 2008 va rebre el títol de Jetsumna del llinatge Drukpa, liderat pel dotzè Gyalwang Drukpa, com a reconeixement pels seus assoliments espirituals com a monja i pels seus esforços per a la promoció de la situació de les dones en la pràctica del budisme tibetà.
L’any 2023 va ser reconeguda per la BBC a la llista anual de 100 dones inspiradores i influents del món.

## Publicacions
- Reflections on a Mountain Lake: Teachings on Practical Buddhism. Snow Lion, 2002. 256 p. ISBN 978-1-5593-9175-7
- Reflejos en un lago del Himalaya. Dharma, 2008. 240 p. ISBN 978-84-96478-39-8